# Eurovision Song Contest 2009

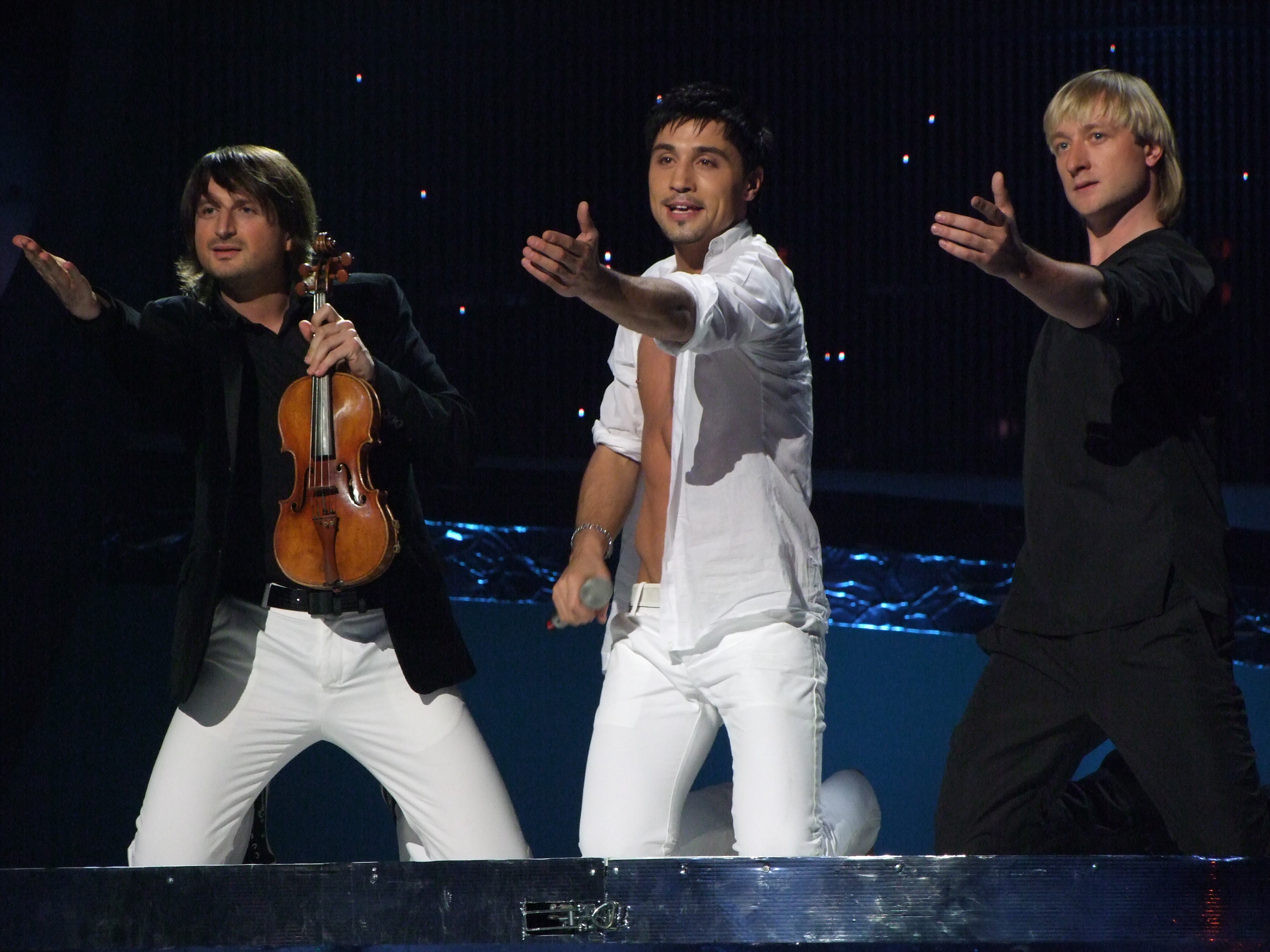
Ryssland arrangerade 2009 års tävling tack vare Dima Bilans seger 2008 med bidraget Believe.

Eurovision Song Contest 2009 var den 54:e Eurovision Song Contest i ordningen, som ägde rum den 12, 14 och 16 maj 2009 i Olimpijskij-arenan i Moskva, Ryssland. Detta efter Dima Bilans vinst i 2008 års tävling. 
Totalt tävlade 42 länder, inklusive Slovakien som återvände men exklusive Georgien som valde att inte ställa upp. Georgien drog tillbaka sin anmälan då deras uttagna låt inte fick tävla, på grund av politisk text. Dessutom så hoppade San Marino över detta år. I finalen användes för första gången 50/50-röstningen, vilket i korthet innebar att varje land hade förutom telefonröstning även juryröstning. Dessa två resultat kombinerades senare och man fick ut ett tredje resultat - ett 50/50-resultat. 
Vinnare blev Alexander Rybak från Norge med låten Fairytale som fick 387 poäng, vilket då var de högsta poängen som ett land någonsin hade fått i Eurovision Song Contest. Det var första gången någonsin i bidrag i detta poängsystem tilldelats över 300 poäng. Därmed slog Rybak gruppen Lordis poängrekord från 2006 med nästan 100 poäng. För första gången sedan 2000 vann ett land som vunnit tävlingen förut.

## Tävlingsupplägg
Diskussion om utformningen av tävlingen ägde rum vid ett EBU-möte i Aten i Grekland i juni 2008. En motion lades fram som kunde ha lett till de "The Big Four"-länderna (Frankrike, Tyskland, Spanien och Storbritannien) skulle ha förlorat sin automatiska direktkvalificering i tävlingen. Det blev dock ingen sådan förändring, utan de "The Big Four" kommer att fortsätta ha automatisk finalplats framöver.
Edgar Böhm, chef för underhållning på Österrikiska TV-kanalen ORF, gick ut media och sade att 2008 års format med två semifinaler "fortfarande innehåller en blandning av länder som kommer att vara politiskt gynnade i omröstningen, och om inte en tydlig riktlinje för hur semifinalerna organiseras görs av EBU, kommer Österrike inte att delta i Moskva 2009". Österrike hoppade således över 2009 års tävling. San Marino stod också över 2009 års tävling, men inte på grund av sistaplatsen året innan, utan på grund av ekonomiska problem.

### Röstningsfrågan
Som svar på fortsatta klagomål från flera av programföretagen om att grannländer favoriserar varandra vid omröstningarna utvärderade EBU det nuvarande röstningsförfarandet som användes i tävlingen och öppnade för en möjlighet till förändring av röstningssystemet till Moskva 2009. Arrangörerna skickade ut ett frågeformulär om röstningssystemet till tv-bolagen. En referensgrupp bildades som skulle se över hur det hela ska gå till i framtiden.
Polska TV-bolaget Telewizja Polska (TVP) föreslog att en internationell jury som liknade den som användes i Eurovision Dance Contest 2008 bör införas i Eurovision Song Contest för att minska påverkan av grannlandsröstning och för att lägga större vikt vid det konstnärliga värdet av sångerna.
EBU tog till sig det hela och referensgruppen beslöt att man skulle införa 50/50-röstning i finalen. Detta innebar att varje land skulle ha telefon- och SMS-röstning samt nationell jurygrupp vars resultat skulle kombineras så man får fram ett tredje och slutgiltigt resultat. I semifinalerna användes dock endast telefonröstning där de nio länderna med högst poäng gick till finalen. Den tionde finalisten utsåg varje lands jurygrupp ut. Det här året valde juryn bort tittarnas tiondeplatsare.
Nationella jurygrupper togs ursprungligen bort ur tävlingen med början 1997. Sedan 2003 har telefonröstning blivit mer eller mindre obligatoriskt för alla de tävlande länderna, borträknat 2001 och 2002 då länderna fick välja mellan 50/50-systemet och 100% telefonomröstning. Det finns dock alltid backup-jurygrupper i varje land som går in som reserv i fall det händer något, till exempel om telefonnätet brakar ihop i något land.
Under 2009 års tävling använde flera länder sina jurygrupper, eftersom man inte kunde få fram resultat på annat sätt. I Ungern användes en kombination av SMS-röster och juryröster, då telefonnätet inte fungerade. I Norge havererade både telefon- och SMS-röstningen varpå man bara använde juryns resultat. Juryn i varje land bestod av fem personer med en blandning av musikproffs och producenter på TV- och radiostationer. 50/50-systemet användes fortfarande (2020).

### HBT Frågan
Ryska gayaktivisten Nikolai Alekseyev använde  tävlingens närvaro i Ryssland som en plattform för att främja landets ställning gällande rättigheter för hbt-personer samt för att motverka Moskvas borgmästare Jurij Luzhkovs uppfattning att homosexualitet är satanistisk. Alekseyev meddelade att 2009 års upplaga av Moskva Pride, stadens årliga Pride-parad, skulle sammanfalla med finalen den 16 maj, dagen före den internationella dagen mot homofobi. Paraden gavs också namnet "slaviska stolthet", för att främja homosexuellas rättigheter och kultur över hela den slaviska regionen i Europa. Paraden nekades tillstånd från Moskva tjänstemän på grund av att det skulle "förstöra moralen i samhället" och uttalanden utfärdades om att demonstranterna skulle behandlas "dåligt" och att "tuffa åtgärder" skulle sättas in mot någon som gick med i marschen. 
Protesterna som utbröt slogs ner av Moskvapolisen, och 20 demonstranter greps, inklusive Nikolai Alekseyev och Peter Tatchell, förkämpe för mänskliga rättigheter, sa när han fördes bort av polisen att "detta visar det ryska folket inte är fria". Sveriges representant Malena Ernman stödde marschen och sa att hon inte är homosexuell själv men var ledsen att regeringen i Moskva inte skulle tillåta en "hyllning till kärleken". Vinnaren av tävlingen, Norges Alexander Rybak, hänvisade också till kontroverser i en intervju när han sa att tävlingen var en stor gayparad.. Den holländska gruppen De Toppers framförde via medlemmen Gordon att de hotar att bojkotta finalen av Eurovision 2009 om gayparadens blir våldsamt nedslagen. Eftersom gruppen inte lyckades kvalificera sig till finalen blev detta hot överflödigt.

### Programledare
Spekulationer om vem eller vilka som skulle bli programledare för 2009 års upplaga höll på ganska länge, och det var först i början av maj som EBU avslöjade vilka det skulle bli. För första gången var det två programledarpar; Natalia Vodjanova och Andrej Malachov i semifinalerna, samt Alsou och Ivan Urgant i finalen. 

### Semifinaldragningen
Semifinalsdragningen hölls den 30 januari 2009 och avgjorde vilka länder som skulle tävla i respektive semifinal. Innan dragningen hade EBU delat upp de 38 semifinalländerna i sex grupper, baserade på geografiskt läge samt röstningshistoriken mellan 2004 och 2006. Detta var det andra året i rad som man lottade på det här sättet.
| Grupp 1                                                                                         | Grupp 2                                                  | Grupp 3                                                                           | Grupp 4                                                             | Grupp 5                                                       | Grupp 6                                                   |
| ----------------------------------------------------------------------------------------------- | -------------------------------------------------------- | --------------------------------------------------------------------------------- | ------------------------------------------------------------------- | ------------------------------------------------------------- | --------------------------------------------------------- |
| - Albanien - Bosnien och Hercegovina - Kroatien - Makedonien - Montenegro - Serbien - Slovenien | - Danmark - Estland - Finland - Island - Norge - Sverige | - Armenien - Azerbajdzjan - Georgien - Israel - Moldavien - Ukraina - Vitryssland | - Belgien - Bulgarien - Cypern - Grekland - Nederländerna - Turkiet | - Andorra - Irland - Lettland - Litauen - Portugal - Rumänien | - Tjeckien - Malta - Polen - Slovakien - Schweiz - Ungern |

## Tävlande länder

Länder som deltog i finalen.
Länder som inte tog sig till final.
Länder som tävlat förut men inte deltog 2009.

43 länder hade bekräftat sin medverkan i 2009 års tävling, däribland Slovakien, som återkom till tävlingen efter 11 års frånvaro. Georgien hade ursprungligen meddelat dess tillbakadragande från tävlingen på grund av kriget i Sydossetien, som en protest mot Rysslands utlandspolitik, men beslutade sig senare att återvända till tävlingen på grund av sin vinst i Junior Eurovision Song Contest 2008, liksom att Ryssland gav 12 poäng till dem i samma tävling. De drog sig sedan ur tävlingen igen på grund av bråk kring texten i deras bidrag.
Ett antal rykten uppstod kring deltagande och återgång av San Marino och Monaco. Télé Monte Carlo (TMC), Monacos TV-bolag, bekräftade att det fanns en dialog mellan dem och EBU, angående en monegaskisk återgång till 2009 års tävling. Samtidigt övervägde San Marinos TV-bolag, Radiotelevisione della Repubblica di San Marino (SMRTV), att dra sig ur tävlingen efter deras sistaplacering i 2008 års tävling. Slutresultatet blev att SMRTV officiellt beslutat att ej delta i tävlingen år 2009. Detta är dock inte på grund av det dåliga resultat, utan på grund av ekonomiska svårigheter.
Det lettiska TV-bolaget, Latvijas Televīzija (LTV), hade enligt uppgift dragit tillbaka sin anmälan från tävlingen den 17 december 2008, tre dagar efter deadline. Detta kom till stånd på grund av budgetnedskärningar på över 2 miljoner lat från LTV:s budget, vilket hindrade deras möjlighet att betala deltagaravgiften. De öppnade en diskussion med EBU i ett försök att hitta en lösning som tillåter att landet får delta vid kommande Eurovision Song Contest och den 20 december 2008 meddelade LTV att de dragit sig ur tävlingen och att EBU och Channel One enats om att inte lägga ett bötesstraff för deras avhopp. I ett senare skede, den 12 januari 2009 bekräftades det att Lettland skulle kunna delta i 2009 års tävling trots de ekonomiska svårigheterna och LTV har meddelat sin avsikt att även vara med i 2010 års Eurovision Song Contest.
Den 10 mars kom EBU:s referensgrupp ut med ett pressmeddelande angående Georgiens låtval. Enligt referensgruppen var Georgiens TV-bolag GPB tvungna att antingen skriva om låtens text eller välja en annan låt. Anledningen till detta var att låttiteln "We Don't Wanna Put In" anses anspela på Rysslands premiärminister Putin, samt att vissa tolkar som att man i låten vill skjuta honom. Den 11 mars drog sig Georgien ur tävlingen på grund av att de inte ville ändra texten till den låt de hade valt, samt att de tyckte att Ryssland hade påverkat EBU:s beslut.
I slutändan blev det 42 länder som tävlade om segern. 37 av dessa fick kvala genom semifinalerna på tisdagen och torsdagen medan 'The Big Four' och värdlandet Ryssland redan var direktkvalifcierade till finalen. Finland och Kroatien blev juryns "wild cards" eftersom de hade fått för lite poäng av tittarna för att avancera till finalen. Deras resultat märktes sedan när finalresultatet stod klart eftersom de båda länderna hamnade i botten av finalresultatet. Hade juryn inte funnits hade Makedonien och Serbien tagit deras platser istället.

### Kontroversen kring Azerbajdzjan och Armenien
En staty som står i Azerbajdzjan men skulpterad av en armenier, visades i Armeniens förvideo. Efter klagomål från Azerbajdzjans tv-bolag togs statyn bort från videon som visades i finalen. Dock kom istället Armenien att visa upp statyn på en skylt när de presenterade landets poäng, vilket retade upp Azerbajdzjans tv-bolag ITV. Förutom detta kom det fram att Azerbajdzjans tv-bolag medvetet tagit bort Armeniens telefonnummer ur bild vid snabbgenomgången i finalen, och dessutom förhört ett antal medborgare som röstade på Armeniens bidrag. Efter detta skärpte EBU reglerna, och från och med 2010 års festival är det numera ett företag i Köln som sänder ut telefonnumren till de olika länderna och kontrolleras från denna station.
Kopierat från Armeniens bidrag i Eurovision Song Contest.

## Semifinalerna

Tävlande länder i Semifinal 1
Tävlande länder i Semifinal 2
Extraröstande länder i Semifinal 1
Extraröstande länder i Semifinal 2

37 av de 42 tävlande länderna i 2009 års Eurovision var tvungna att kvalificera sig genom två semifinaler. Den första semifinalen bestod av 18 länder och den andra semifinalen av 19 länder. Från varje semifinal gick de nio länder som fått flest telefonröster till finalen. Varje land hade också en jury som genom en poängsammanslagning utsåg den tionde finalisten. Föll juryns förstahandsval på en av de som telefonrösterna sänt vidare till finalen blev det istället juryns andrahandsval osv. Detta betydde alltså att det land som juryn valt ut behövde inte vara det land som vann vid jurernas sammanslagning. Det blev Finland och Kroatien som fick juryns finalbiljett. Om den här regeln inte hade funnits skulle Makedonien och Serbien ha gått till final istället. Semifinalerna sändes den 12 och 14 maj, och programledarna för semifinalerna var Natalia Vodjanova och Andrej Malakhov.
I den andra semifinalen. På grund av sina åtaganden att sända Madrid Open tennisturneringen, spanska program Televisión Española (TVE) sände den andra semifinalen på ett band dröjsmål på sin kanal La 2, cirka 66 minuter efter showen började i Moskva. Som ett resultat av bandets dröjsmål så utnyttjade också en backupjury än televoting att bestämma sina röster. TVE hade redan gått över till att rösta i den andra semifinalen på grund av en annan schemaläggning konflikt, som redan hade utlöst kritik från grannländerna Andorras och portugisiska delegationen, som uppgav att en spansk röst skulle ha en positiv inverkan på deras prestation i den första semifinalen. 

### Semifinal 1
- Den första semifinalen sändes den 12 maj från Olimpijskij Arena i Moskva.
- De nio länder som fick flest röster av tv-tittarna gick vidare till finalen den 16 maj.
- Den tionde finalisten valde varje lands jury ut, precis som förra året.
- Storbritannien och Tyskland var tvungna att sända och rösta i den första semifinalen.
- EBU presenterade poäng och placeringar för länderna efter finalens slut, för att inte påverka finalresultatet.
- Tjeckien blev det 14:e landet sedan 1975 som fått noll poäng.

Nedan presenteras länderna efter startordningen.
| Nr | Land                    | Artist            | Sång                      | Översättning | Språk                         | Placering | Poäng |
| -- | ----------------------- | ----------------- | ------------------------- | ------------ | ----------------------------- | --------- | ----- |
| 1  | Montenegro              | Andrea Demirović  | Just Get Out of My Life   | —            | Engelska                      | 11        | 44    |
| 2  | Tjeckien                | Gipsy.cz          | Aven Romale               | —            | Engelska, romani              | 18        | 0     |
| 3  | Belgien                 | Copycat           | Copycat                   | —            | Engelska                      | 17        | 1     |
| 4  | Vitryssland             | Petr Elfimov      | Eyes That Never Lie       | —            | Engelska                      | 13        | 25    |
| 5  | Sverige                 | Malena Ernman     | La Voix                   | —            | Engelska, Franska             | 4         | 105   |
| 6  | Armenien                | Inga & Anush      | Jan Jan                   | —            | Armeniska, Engelska           | 5         | 99    |
| 7  | Andorra                 | Susanne Georgi    | La Teva Decisió           | —            | Katalanska, Engelska          | 15        | 8     |
| 8  | Schweiz                 | Lovebugs          | The Highest Heights       | —            | Engelska                      | 14        | 15    |
| 9  | Turkiet                 | Hadise            | Düm Tek Tek               | —            | Engelska                      | 2         | 172   |
| 10 | Israel                  | Noa & Mira Awad   | There Must Be Another Way | —            | Hebreiska, Engelska, Arabiska | 7         | 75    |
| 11 | Bulgarien               | Krassimir Avramov | Illusion                  | —            | Engelska                      | 16        | 7     |
| 12 | Island                  | Yohanna           | Is It True?               | —            | Engelska                      | 1         | 174   |
| 13 | Makedonien              | Next Time         | Nešto što kje ostane      | —            | Makedonska                    | 10        | 45    |
| 14 | Rumänien                | Elena Gheorghe    | The Balkan Girls          | —            | Engelska                      | 9         | 67    |
| 15 | Finland                 | Waldo's People    | Lose Control              | —            | Engelska                      | 12        | 42    |
| 16 | Portugal                | Flor-de-Lis       | Todas as ruas do amor     | —            | Portugisiska                  | 8         | 69    |
| 17 | Malta                   | Chiara            | What If We                | —            | Engelska                      | 6         | 86    |
| 18 | Bosnien och Hercegovina | Regina            | Bistra voda               | —            | Bosniska                      | 3         | 125   |

*Titeln Düm Tek Tek hänvisar till ljudet från en trumma, varför det inte finns någon officiell översättning. Bom bang bang kan sägas vara den svenska tolkningen.
Det tio länder som kvalificerade sig till finalen avslöjades i följande ordning:
- Turkiet
- Sverige
- Israel
- Portugal
- Malta
- Finland
- Bosnien och Hercegovina
- Rumänien
- Armenien
- Island

### Semifinal 2
- Den andra semifinalen sändes den 14 maj från Olimpijskij Arena i Moskva.
- De nio länder som fick flest röster av tv-tittarna gick vidare till finalen den 16 maj.
- Den tionde finalisten valde varje lands jury ut, precis som 2008.
- Ryssland, Spanien och Frankrike var tvungna att sända och rösta i denna semifinal.
- EBU presenterade poäng och placeringar för länderna efter finalens slut, för att inte påverka finalresultatet.
- Albanien och Spanien använde enbart back-up juryns röster som resultat i semifinalen.

Nedan presenteras länderna efter startordningen.
| Nr | Land          | Artist                          | Sång                    | Översättning | Språk                | Placering | Poäng |
| -- | ------------- | ------------------------------- | ----------------------- | ------------ | -------------------- | --------- | ----- |
| 1  | Kroatien      | Igor Cukrov feat. Andrea        | Lijepa Tena             | —            | Kroatiska            | 13        | 33    |
| 2  | Irland        | Sinéad Mulvey & Black Daisy     | Et cetera               | —            | Engelska             | 11        | 52    |
| 3  | Lettland      | Intars Busulis                  | Probka                  | —            | Ryska                | 19        | 7     |
| 4  | Serbien       | Marko Kon & Milan Nikolić       | Cipela                  | —            | Serbiska             | 10        | 60    |
| 5  | Polen         | Lidia Kopania                   | I Don't Wanna Leave     | —            | Engelska             | 12        | 43    |
| 6  | Norge         | Alexander Rybak                 | Fairytale               | —            | Engelska             | 1         | 201   |
| 7  | Cypern        | Christina Metaxa                | Firefly                 | —            | Engelska             | 14        | 32    |
| 8  | Slovakien     | Kamil Mikulčík & Nela Pocisková | Leť tmou                | —            | Slovakiska           | 18        | 8     |
| 9  | Danmark       | Niels Brinck                    | Believe Again           | —            | Engelska             | 8         | 69    |
| 10 | Slovenien     | Quartissimo & Martina Majerle   | Love Symphony           | —            | Engelska             | 16        | 14    |
| 11 | Ungern        | Zoli Ádok                       | Dance with Me           | —            | Engelska             | 15        | 16    |
| 12 | Azerbajdzjan  | Aysel & Arash                   | Always                  | —            | Engelska             | 2         | 180   |
| 13 | Grekland      | Sakis Rouvas                    | This Is Our Night       | —            | Engelska             | 4         | 110   |
| 14 | Litauen       | Sasha Son                       | Love                    | —            | Engelska, Ryska      | 9         | 66    |
| 15 | Moldavien     | Nelly Ciobanu                   | Hora din Moldova        | —            | Moldaviska, Engelska | 5         | 106   |
| 16 | Albanien      | Kejsi Tola                      | Carry Me in Your Dreams | —            | Engelska             | 7         | 73    |
| 17 | Ukraina       | Svetlana Loboda                 | Be my Valentine!        | —            | Engelska             | 6         | 80    |
| 18 | Estland       | Urban Symphony                  | Rändajad                | —            | Estniska             | 3         | 115   |
| 19 | Nederländerna | De Toppers                      | Shine                   | —            | engelska             | 17        | 11    |

Det tio länder som kvalificerade sig till finalen avslöjades i följande ordning:
- Azerbajdzjan
- Kroatien
- Ukraina
- Litauen
- Albanien
- Moldavien
- Danmark
- Estland
- Norge
- Grekland

## Finalen

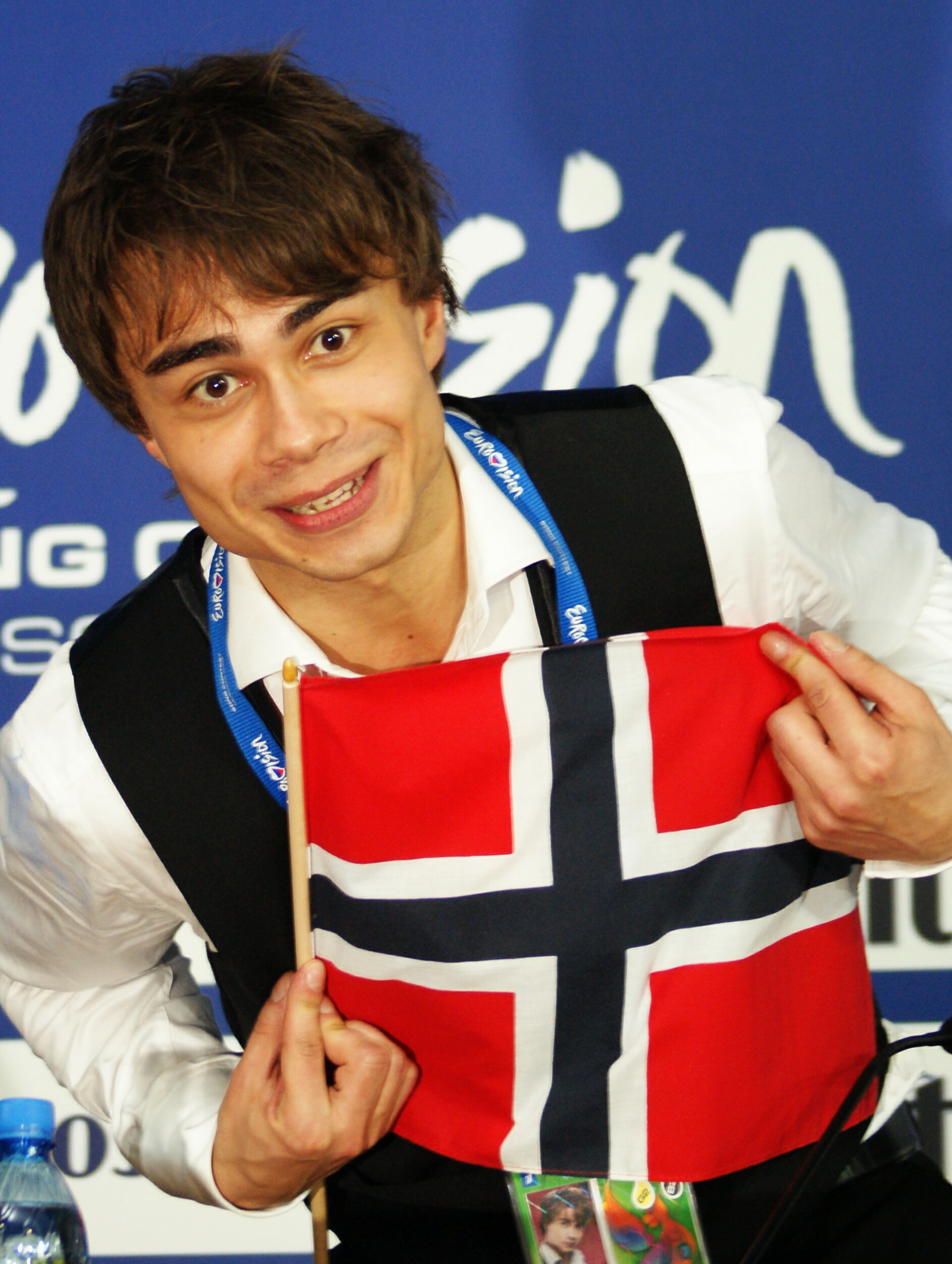
Alexander Rybak under en presskonferens

Finalen hölls den 16 maj i Olimpijskij Arena i Moskva. Programledarna för finalen var Alsou och Ivan Urgant. De tjugofem finalisterna i finalen var:
- "The Big Four" (Storbritannien, Frankrike, Spanien och Tyskland.) (Dessa är markerade med '4Q')
- Vinnarlandet från föregående år, Ryssland. (Är markerat med 'WQ')
- De tio länderna från semifinal 1. (Är markerade med 'SF1')
- De tio länderna från semifinal 2. (Är markerade med 'SF2')
- Ungern och Norge hade båda problem med telefonröstningen under finalen. I Ungern fungerade inte telefonröstningen, men SMS-röstningen fungerade, vilket man då använde som resultat i tävlingen. I Norge uppstod problem med både telefon- och SMS-röstningen, vilket gjorde att man enbart använde juryns resultat som Norges slutgiltiga resultat.
- Sverige fick sin sämsta placering sedan 1992

Nedan presenteras länderna efter startordningen. 
| Nr | Land                    | Artist                   | Sång                      | Översättning | Språk                         | Placering | Poäng | Kval. |
| -- | ----------------------- | ------------------------ | ------------------------- | ------------ | ----------------------------- | --------- | ----- | ----- |
| 1  | Litauen                 | Sasha Son                | Love                      | —            | Engelska, Ryska               | 23        | 23    | SF2   |
| 2  | Israel                  | Noa & Mira Awad          | There Must Be Another Way | —            | Hebreiska, Engelska, Arabiska | 16        | 53    | SF1   |
| 3  | Frankrike               | Patricia Kaas            | Et s'il fallait le faire  | —            | Franska                       | 8         | 107   | 4Q    |
| 4  | Sverige                 | Malena Ernman            | La Voix                   | —            | Franska, Engelska             | 21        | 33    | SF1   |
| 5  | Kroatien                | Igor Cukrov feat. Andrea | Lijepa Tena               | —            | Kroatiska                     | 18        | 45    | SF2   |
| 6  | Portugal                | Flor-de-Lis              | Todas as ruas do amor     | —            | Portugisiska                  | 15        | 57    | SF1   |
| 7  | Island                  | Yohanna                  | Is It True?               | —            | Engelska                      | 2         | 218   | SF1   |
| 8  | Grekland                | Sakis Rouvas             | This Is Our Night         | —            | Engelska                      | 7         | 120   | SF2   |
| 9  | Armenien                | Inga & Anush             | Jan Jan                   | —            | Armeniska, Engelska           | 10        | 92    | SF1   |
| 10 | Ryssland                | Anastasija Prychodko     | Mamo                      | —            | Ukrainska, Ryska              | 11        | 91    | WQ    |
| 11 | Azerbajdzjan            | Aysel & Arash            | Always                    | —            | Engelska                      | 3         | 207   | SF2   |
| 12 | Bosnien och Hercegovina | Regina                   | Bistra voda               | —            | Bosniska                      | 9         | 106   | SF1   |
| 13 | Moldavien               | Nelly Ciobanu            | Hora din Moldova          | —            | Moldaviska, Engelska          | 14        | 69    | SF2   |
| 14 | Malta                   | Chiara                   | What If We                | —            | Engelska                      | 22        | 31    | SF1   |
| 15 | Estland                 | Urban Symphony           | Rändajad                  | —            | Estniska                      | 6         | 129   | SF2   |
| 16 | Danmark                 | Niels Brinck             | Believe Again             | —            | Engelska                      | 13        | 74    | SF2   |
| 17 | Tyskland                | Alex Swings, Oscar Sings | Miss Kiss Kiss Bang       | —            | Engelska                      | 20        | 35    | 4Q    |
| 18 | Turkiet                 | Hadise                   | Düm Tek Tek               | —            | Engelska                      | 4         | 177   | SF1   |
| 19 | Albanien                | Kejsi Tola               | Carry Me in Your Dreams   | —            | Engelska                      | 17        | 48    | SF2   |
| 20 | Norge                   | Alexander Rybak          | Fairytale                 | —            | Engelska                      | 1         | 387   | SF2   |
| 21 | Ukraina                 | Svetlana Loboda          | Be my Valentine!          | —            | Engelska                      | 12        | 76    | SF2   |
| 22 | Rumänien                | Elena Gheorghe           | The Balkan Girls          | —            | Engelska                      | 19        | 40    | SF1   |
| 23 | Storbritannien          | Jade Ewen                | My Time                   | —            | Engelska                      | 5         | 173   | 4Q    |
| 24 | Finland                 | Waldo's People           | Lose Control              | —            | Engelska                      | 25        | 22    | SF1   |
| 25 | Spanien                 | Soraya Arnelas           | La noche es para mí       | —            | Spanska, Engelska             | 24        | 23    | 4Q    |

### Finalröstningsordning
Under finalkvällen röstade länderna i denna ordning. Ordningen lottades fram i samband med startordningslottningen den 16 mars. Norge skulle egentligen ha röstat som nummer 17 i finalen, men röstade istället sist. Detta till följd av tekniska problem.
| Nr | Land           | Poängutdelare        |
| -- | -------------- | -------------------- |
| 1  | Spanien        | Iñaki del Moral      |
| 2  | Belgien        | Maureen Louys        |
| 3  | Vitryssland    | Ekaterina Litvinova  |
| 4  | Malta          | Pauline Agius        |
| 5  | Tyskland       | Thomas Anders        |
| 6  | Tjeckien       | Petra Šubrtová       |
| 7  | Sverige        | Sarah Dawn Finer     |
| 8  | Island         | Þóra Tómasdóttir     |
| 9  | Frankrike      | Yann Renoard         |
| 10 | Israel         | Ofer Nachshon        |
| 11 | Ryssland       | Ingeborga Dapkūnaitė |
| 12 | Lettland       | Roberto Meloni       |
| 13 | Montenegro     | Jovana Vukčević      |
| 14 | Andorra        | Brigits García       |
| 15 | Finland        | Jari Sillanpää       |
| 16 | Schweiz        | Cécile Bähler        |
| 17 | Bulgarien      | Yoanna Dragneva      |
| 18 | Litauen        | Ignas Krupavičius    |
| 19 | Storbritannien | Duncan James         |
| 20 | Makedonien     | Frosina Josifovska   |
| 21 | Slovakien      | Ľubomír Bajaník      |

| Nr | Land                    | Poängutdelare               |
| -- | ----------------------- | --------------------------- |
| 22 | Grekland                | Alexis Konstalas            |
| 23 | Bosnien och Hercegovina | Elvir Laković               |
| 24 | Ukraina                 | Marysya Horobets            |
| 25 | Turkiet                 | Meltem Ersan Yazgan         |
| 26 | Albanien                | Leon Menkshi                |
| 27 | Serbien                 | Jovana Janković             |
| 28 | Cypern                  | Sophia Paraskeva            |
| 29 | Polen                   | Radek Brzózka               |
| 30 | Nederländerna           | Yolanthe Sneijder Cabau     |
| 31 | Estland                 | Laura Põldvere              |
| 32 | Kroatien                | Mila Horvat                 |
| 33 | Portugal                | Helena Coelho Alina Sorescu |
| 34 | Rumänien                | Alina Sorescu               |
| 35 | Irland                  | Derek Mooney                |
| 36 | Danmark                 | Felix Smith                 |
| 37 | Moldavien               | Andreia Porubin             |
| 38 | Slovenien               | Peter Poles                 |
| 39 | Armenien                | Sirusho                     |
| 40 | Ungern                  | Éva Novodomszky             |
| 41 | Azerbajdzjan            | Hüsniyya Maharramova        |
| 42 | Norge                   | Stian Barsnes Simonsen      |

### Omröstningen
Efter att Spanien som första land röstat ledde Norge med 12 poäng, följt av Storbritannien och Portugal. Norge fortsatte att hålla i ledningen medan kampen om andraplatsen växlade mellan både Turkiet, Storbritannien och Island. Norge höll i ledningen och redan efter Vitryssland röstat som nummer tre ledde Norge med 34 poäng mot tvåan Turkiets 14. Norge fick poäng av alla 42 länderna; de flesta var höga poäng (12, 10 eller 8), men som lägst fick de en tvåa. Efter att alla länder avlagt sina poäng hade Norge vunnit med 387 poäng, vilket då var ett poängrekord. Det var 95 poäng mer än vad Lordi fick 2006.
Resten av topplaceringarna slogs av både Grekland, Storbritannien, Island och Turkiet genom hela omröstningen. Storbritannien hamnade tvåa flera gånger genom omröstningen, och hade de blivit tvåa så hade det inneburit deras 16:e andraplacering i tävlingen. Inför den sista omröstningen låg Azerbajdzjan två och Island trea, men Island fick en sista toppoäng och därmed slog de Azerbajdzjan med 10 poäng. Dock hade Norge då en ledning på 169 poäng.
En notering kan tilläggas att efter den 30:e röstningsomgången (Nederländerna, med röster från inte mindre än 12 länder kvar) hade Norge redan vunnit. Detta eftersom inget annat land kunde få så mycket poäng att de kunde gå om dem. Även om Norge hade fått noll poäng av de resterande länderna hade ingen kunnat gå om dem.
Den här omröstningen innebar flera förändringar i tävlingen, delvis för att man 2009 hade gjort resultatet 50% juryröster och 50% tittarröster i kombination. Detta innebar att resultatet blev mer jämnt och debatten om östdominansen i tävlingen försvann helt. Storbritannien och Frankrike fick sina bästa placeringar på länge någonsin, 5:a och 8:a. Även Island kom andra gången på 2:a plats, första sedan 1999 och Estland röstades första gången under semifinalstiden (fr.o.m. 2004) till finalen och kom 6:e.
Som slutkläm kan man också säga att det var ett väldigt högt snitt poängmässigt. Finland, som blev sist i finalen fick totalt 22 poäng, vilket är väldigt högt för ett land som kom sist, detta om man jämför med de tre senaste åren. 2008 fick sistaplatsen 14 poäng (delad mellan 23:an och 25:an), 2007 fick sista landet 5 poäng och 2006 fick sista landet bara 1 poäng. Alltså är 22 poäng ett väldigt högt snitt.

#### De slutgiltiga resultaten
Den 31 juli 2009 släppte EBU samtliga röster från finalomröstningen, både kombinationen 50/50-röster, men även enbart juryrösterna och enbart telefonrösterna. Oavsett system (50/50, juryröster eller telefonröster) hade Norge vunnit. Hade dock enbart jury- eller telefonröster gällt så hade de inte vunnit med samma stora marginal som det blev med 50/50-rösterna. Flera av de länder som hamnade högre upp i totaltabellen (bland andra Frankrike, Danmark och Storbritannien), tjänade på 50/50-systemet. De hade tack vare jurygrupperna hamnat högre upp i resultatlistan, än om telefonröstarna fick bestämma. Däremot länder som Albanien, Rumänien och Sverige hade tjänat på telefonröstsystemet eftersom jurygrupperna röstade ner dem. Detta gjorde att de hamnade lägre ner i totaltabellen i 50/50-systemet.

#### Finalpoängen
Nedan redovisas poäng som samtliga länder gav i finalen. Resultatet är i 50/50-läget.
|                       | FR | IR | IC | SP | UK | DK | TY | CH | BE | CY | NL | SE | TR | IS | GR | PR | NO | FI | SL | BH | KR | ET | MA | UN | LE | LI | MT | PO | RU | RY | SK | AZ | UR | AL | AN | VI | BU | MO | CZ | AR | SR | MN | Totalt | Placering |
| --------------------- | -- | -- | -- | -- | -- | -- | -- | -- | -- | -- | -- | -- | -- | -- | -- | -- | -- | -- | -- | -- | -- | -- | -- | -- | -- | -- | -- | -- | -- | -- | -- | -- | -- | -- | -- | -- | -- | -- | -- | -- | -- | -- | ------ | --------- |
| Litauen               |    | 7  |    |    | 4  | 1  |    |    |    |    |    |    |    |    |    |    |    |    |    |    |    | 2  |    |    | 7  |    |    |    |    |    |    | 1  |    |    |    |    | 1  |    |    |    |    |    | 23     | 23        |
| Israel                | 10 |    |    |    |    |    |    | 1  | 8  |    |    |    |    |    |    |    |    |    |    | 8  |    | 5  |    |    |    |    |    |    |    |    | 5  |    | 1  |    | 7  |    |    |    | 4  |    |    | 4  | 53     | 16        |
| Frankrike             |    | 3  | 6  | 3  | 1  | 2  | 3  | 7  | 1  |    | 6  |    |    | 5  | 6  |    | 1  | 4  | 7  | 6  |    |    |    |    | 5  | 6  |    |    |    | 10 |    |    | 3  | 2  | 3  | 7  |    |    |    | 6  | 3  | 1  | 107    | 8         |
| Sverige               | 2  |    | 3  |    |    | 4  |    |    |    |    |    |    |    |    |    |    | 4  | 7  |    |    |    | 6  |    |    |    |    | 4  |    |    |    |    |    |    | 1  | 2  |    |    |    |    |    |    |    | 33     | 21        |
| Kroatien              |    |    | 1  |    |    |    |    |    |    |    |    |    |    |    | 2  |    |    |    | 6  | 12 |    |    | 4  |    |    |    |    |    |    |    |    | 5  |    |    |    |    |    | 2  |    |    | 5  | 8  | 45     | 18        |
| Portugal              | 7  |    | 7  | 8  |    |    |    | 10 | 6  |    |    |    |    |    |    |    |    |    |    | 1  |    | 3  |    |    |    |    |    |    |    |    | 2  |    |    |    | 6  |    |    |    | 7  |    |    |    | 57     | 15        |
| Island                |    | 12 |    |    | 8  | 10 | 7  | 5  |    | 5  | 7  | 10 | 2  | 10 | 4  | 8  | 12 | 10 | 5  |    | 2  | 8  | 2  | 7  | 8  | 8  | 12 | 1  | 10 | 3  | 6  |    |    | 6  | 8  | 2  | 5  | 3  | 2  | 5  |    | 5  | 218    | 2         |
| Grekland              |    |    |    | 1  | 5  |    | 6  | 2  | 5  | 12 | 1  | 2  |    |    |    |    |    |    | 4  | 5  | 7  |    |    | 4  |    |    | 7  |    | 8  | 4  |    |    |    | 12 |    | 5  | 12 |    |    | 10 | 6  | 2  | 120    | 7         |
| Armenien              | 6  |    | 5  | 4  |    |    |    |    | 7  | 4  | 5  | 3  | 6  | 8  |    | 4  |    | 1  |    |    |    |    | 1  |    |    |    |    | 2  | 7  | 5  | 3  |    | 2  |    |    | 1  | 6  |    | 12 |    |    |    | 92     | 10        |
| Ryssland              |    |    |    |    |    |    | 5  |    |    | 1  |    |    | 4  | 7  |    |    |    |    |    |    |    | 10 |    |    | 6  | 7  |    | 3  |    |    |    | 6  | 8  |    |    | 8  |    | 6  | 8  | 12 |    |    | 91     | 11        |
| Azerbajdzjan          | 1  |    |    |    | 3  | 8  |    |    | 3  | 8  | 10 | 8  | 12 | 6  | 8  |    | 10 | 2  | 1  | 3  | 10 | 7  | 3  | 10 | 4  | 5  | 1  | 6  | 4  | 7  | 4  |    | 10 | 4  |    | 10 | 8  | 10 | 10 | 1  | 4  | 6  | 207    | 3         |
| Bosnien & Herzegovina |    |    | 2  |    |    |    | 2  | 4  |    |    | 4  | 5  | 8  |    |    |    |    | 6  | 10 |    | 12 |    | 10 |    |    |    |    |    |    |    | 8  | 2  |    | 5  |    |    | 4  |    |    |    | 12 | 12 | 106    | 9         |
| Moldavien             |    |    |    | 5  |    |    |    |    | 4  |    |    |    | 7  | 1  |    | 12 | 3  |    |    |    | 3  |    |    |    |    |    |    | 5  | 12 | 1  |    | 7  | 7  |    |    |    |    |    |    | 2  |    |    | 69     | 14        |
| Malta                 |    | 5  |    |    | 6  |    | 4  |    |    |    |    |    |    |    |    |    |    | 3  |    |    |    |    |    |    | 1  | 1  |    |    | 3  |    |    |    |    |    | 1  |    |    |    |    |    | 7  |    | 31     | 22        |
| Estland               |    | 6  | 10 |    |    | 5  | 1  |    |    | 3  |    | 7  |    |    | 5  |    |    | 12 |    |    | 6  |    |    | 6  | 10 | 10 |    | 8  | 1  | 8  | 12 | 4  | 4  |    |    | 4  |    | 7  |    |    |    |    | 129    | 6         |
| Danmark               | 5  | 4  | 4  |    |    |    |    |    |    | 6  |    |    |    |    |    |    | 8  |    | 8  |    |    |    |    | 3  | 3  | 2  | 6  | 7  | 2  |    |    |    | 5  |    | 5  |    |    | 5  |    |    | 1  |    | 74     | 13        |
| Tyskland              | 3  | 1  |    |    | 7  | 7  |    |    | 2  |    | 2  |    | 1  |    |    | 1  | 6  |    |    | 2  |    |    |    |    |    |    |    |    |    |    |    |    |    | 3  |    |    |    |    |    |    |    |    | 35     | 20        |
| Turkiet               | 12 |    |    | 2  | 12 | 6  | 10 | 12 | 12 |    | 8  | 6  |    | 3  | 3  | 3  | 7  | 5  |    | 7  | 1  |    | 12 | 5  |    |    | 5  |    | 6  |    |    | 12 |    | 10 |    |    | 10 |    | 1  | 4  |    | 3  | 177    | 4         |
| Albanien              |    |    |    |    |    |    |    | 6  |    |    |    | 1  | 10 |    | 7  |    |    |    | 2  |    | 5  | 1  | 7  | 2  |    |    |    |    |    |    |    |    |    |    |    |    |    |    |    |    |    | 7  | 48     | 17        |
| Norge                 | 8  | 8  | 12 | 12 | 10 | 12 | 12 | 8  | 10 | 10 | 12 | 12 | 3  | 12 | 10 | 5  |    | 8  | 12 | 10 | 8  | 12 | 8  | 12 | 12 | 12 | 8  | 12 | 5  | 12 | 10 | 8  | 12 | 7  | 10 | 12 | 2  | 8  | 3  | 8  | 10 | 10 | 387    | 1         |
| Ukraina               |    |    |    | 6  | 2  |    |    |    |    |    |    |    |    | 2  |    | 6  | 5  |    |    |    |    |    |    | 8  |    | 4  | 2  | 10 |    | 2  | 1  | 10 |    |    |    | 6  |    | 4  | 5  | 3  |    |    | 76     | 12        |
| Rumänien              |    | 2  |    | 7  |    |    |    |    |    | 2  |    |    | 5  |    |    | 2  |    |    |    |    |    |    | 5  |    |    |    |    |    |    |    |    | 3  |    |    |    |    |    | 12 |    |    | 2  |    | 40     | 19        |
| Storbritannien        | 4  | 10 |    | 10 |    | 3  | 8  |    |    | 7  | 3  |    |    | 4  | 12 | 10 | 2  |    | 3  | 4  | 4  |    | 6  | 1  | 2  | 3  | 10 | 4  |    | 6  | 7  |    | 6  | 8  | 4  | 3  | 7  | 1  | 6  | 7  | 8  |    | 173    | 5         |
| Finland               |    |    | 8  |    |    |    |    |    |    |    |    | 4  |    |    |    |    |    |    |    |    |    | 4  |    |    |    |    | 3  |    |    |    |    |    |    |    |    |    | 3  |    |    |    |    |    | 22     | 25        |
| Spanien               |    |    |    |    |    |    |    | 3  |    |    |    |    |    |    | 1  | 7  |    |    |    |    |    |    |    |    |    |    |    |    |    |    |    |    |    |    | 12 |    |    |    |    |    |    |    | 23     | 23        |

### Resultatet efter finalen
Efter finalen redovisades även resultatet av semifinalerna, med poäng och placering. Då fick man reda på att det var Finland och Kroatien som tog sig till final, tack vare juryns hjälp. Om inte juryn hjälpt till skulle Makedonien och Serbien ha gått till finalen istället för dem. Totalt sett ser resultatet ut så här för de som inte gick vidare från semifinalerna. Totalpoäng står inom parentes:
26.  Serbien (60) 

27.  Irland (52) 

28.  Makedonien (45) 

29.  Montenegro (44) 

30.  Polen (43) 

31.  Cypern (32) 

32.  Vitryssland (25) 

33.  Ungern (16) 

34.  Schweiz (15) 

35.  Slovenien (14) 

36.  Nederländerna (11) 

37.  Andorra (8) 

38.  Slovakien (8) 

39.  Lettland (7) 

40.  Bulgarien (7) 
 
41.  Belgien (1) 

42.  Tjeckien (0)

### Uppdelat resultat
Nedan redovisas placeringarna som finalländerna hamnade i, vid de tre olika lägena (50/50, jury- och telefonröstning).
I Norge uppstod problem med både telefon- och SMS-röstningen, vilket gjorde att man enbart använde juryns resultat som Norges slutgiltiga resultat. Senare fick man fram ett resultat av tittarrösterna i Norge som användes i nedanstående tittartabell; dock påverkade detta inte 50/50-resultatet (det officiella resultatet). Om Norges poäng använts i tittarröstningen skulle exempelvis Sverige kommit på 16 plats i telefon/sms-röstningen.
| Land                    | 50/50 | Tittarna | Jury |
| ----------------------- | ----- | -------- | ---- |
| Norge                   | 1     | 1        | 1    |
| Island                  | 2     | 4        | 2    |
| Azerbajdzjan            | 3     | 2        | 8    |
| Turkiet                 | 4     | 3        | 7    |
| Storbritannien          | 5     | 10       | 3    |
| Estland                 | 6     | 6        | 5    |
| Grekland                | 7     | 5        | 11   |
| Frankrike               | 8     | 17       | 4    |
| Bosnien och Hercegovina | 9     | 7        | 12   |
| Armenien                | 10    | 9        | 15   |
| Ryssland                | 11    | 8        | 17   |
| Ukraina                 | 12    | 12       | 16   |
| Danmark                 | 13    | 19       | 6    |
| Moldavien               | 14    | 13       | 10   |
| Portugal                | 15    | 18       | 18   |
| Israel                  | 16    | 25       | 9    |
| Albanien                | 17    | 11       | 23   |
| Kroatien                | 18    | 16       | 19   |
| Rumänien                | 19    | 14       | 21   |
| Tyskland                | 20    | 23       | 14   |
| Sverige                 | 21    | 15       | 22   |
| Malta                   | 22    | 24       | 13   |
| Litauen                 | 23    | 20       | 20   |
| Spanien                 | 24    | 21       | 25   |
| Finland                 | 25    | 22       | 24   |

## Kommentatorer
- Albanien – Leon Menkshi
- Andorra – Meri Picart
- Armenien – ??
- Australien - Sam Pang och Julia Zemiro
- Azerbajdzjan –  Leyla Aliyeva
- Belgien – Jean-Pierre Hautier
- Bosnien och Hercegovina – Dejan Kukrić
- Bulgarien – Elena Rosberg
- Cypern – Nathan Morley
- Danmark – Nikolaj Molbech
- Estland – Marko Reikop och Olav Oselin
- Finland – Sandra Kojo
- Frankrike – Cyril Hauoma
- Grekland – Maggira Sisters
- Island – Sigmar Guðmundsson
- Irland – Marty Whelan
- Kroatien – Duško Ćurlić
- Lettland – Kārlis Streips
- Litauen – Darius Užkuraitis
- Makedonien – Karolina Petkovska
- Malta – Valerie Vella
- Moldavien – Lucia Danu och Vitalie Rotaru
- Montenegro – Dražen Bauković och Tamara Ivanković
- Nederländerna – Cornald Maas
- Norge – Synnøve Svabø
- Polen – Artur Orzech
- Portugal – Hélder Reis
- Rumänien – Ioana Isopescu och Alexandru Nagy
- Ryssland – Philipp Kirkorov
- Schweiz –  Tyska: Sven Epiney Franska: Jean-Marc Richard & Nicolas Tanner Italienska: Sandy Altermatt
- Serbien –  Duška Vučinić - Lučić
- Slovenien – Andrej Hofer
- Spanien–  Joaquín Guzmán
- Sverige – Shirley Clamp och Edward af Sillén
- Turkiet – Bülend Özveren
- Ukraina – Tymur Miroshnychenko
- Storbritannien – Graham Norton
- Tjeckien – Jan Rejžek
- Tyskland – Ina Müller och Thomas Mohr
- Ungern – Gábor Gundel Takács
- Vitryssland – Denis Kurian and Alexander Tikhanovich
- Österrike – Andi Knoll

## Kalender
Nedan redovisas viktiga händelser som skedde kring Eurovisionen, men också uttagningsdatum för de tävlande länderna. 
 För uttagningsdatumen är det endast finaler som redovisas.

### December 2008
- 19-21 december: Albanien valde sitt bidrag (med artist).
- 30-31 december: Turkiet presenterade sitt bidrag (med artist).

### Januari 2009
- 12 januari: Bosnien-Hercegovina presenterade sitt bidrag (med artist).
- 17 januari: Azerbajdzjan valde sin artist.
- 19 januari: Schweiz bestämde sin artist.
- 19 januari: Vitryssland valde sitt bidrag (med artist).
- 23 januari: Montenegros presenterade sitt bidrag.
- 30 januari: Lottning om vilka länder som skulle tävla i respektive semifinal hölls i Moskva.
- 31 januari: Rumänien valde sitt bidrag (med artist).
- 31 januari: Finland valde sitt bidrag (med artist).
- 31 januari: Danmark valde sitt bidrag (med artist).
- 31 januari: Storbritannien valde sitt bidrag (med artist).

### Februari 2009
- 1 februari: Nederländerna valde sitt bidrag (med artist).
- 1 februari: Slovenien valde sitt bidrag (med artist).
- 3 februari: Ungern valde sitt bidrag (med artist).
- 4 februari: Andorra valde sitt bidrag (med artist).
- 7 februari: Cypern valde sitt bidrag (med artist).
- 7 februari: Malta valde sitt bidrag (med artist).
- 9 februari: Tyskland valde sitt bidrag (med artist).
- 10 februari: Ungerns artist, Kátya Tompos, valde att hoppa av medverkan.
- 14 februari: Polen valde sitt bidrag (med artist).
- 14 februari: Armenien valde sitt bidrag (med artist).
- 14 februari: Island valde sitt bidrag (med artist).
- 14 februari: Litauen valde sitt bidrag (med artist).
- 14 februari: Moldavien valde sitt bidrag (med artist).
- 17 februari: Belgien avslöjade sin artist.
- 18 februari: Georgien valde sitt bidrag (med artist).
- 18 februari: Grekland valde sitt bidrag (med artist).
- 20 februari: Irland valde sitt bidrag (med artist).
- 21 februari: Bulgarien valde sitt bidrag (med artist).
- 21 februari: Makedonien valde sitt bidrag (med artist).
- 21 februari: Norge valde sitt bidrag (med artist).
- 23 februari: Ungern valde en ny artist och låt till ESC.
- 28 februari: Portugal valde sitt bidrag (med artist).
- 28 februari: Kroatien valde sitt bidrag (med artist).
- 28 februari: Lettland valde sitt bidrag (med artist).

### Mars 2009
- 1 mars: Bosnien-Hercegovina presenterade sin låt.
- 1 mars: Spanien valde sitt bidrag (med artist).
- 2 mars: Israel valde låt till sin artist.
- 7 mars: Estland valde sitt bidrag (med artist).
- 7 mars: Ryssland valde sitt bidrag (med artist).
- 8 mars: Slovakien valde sitt bidrag (med artist).
- 8 mars: Serbien valde sitt bidrag (med artist).
- 8 mars: Ukraina valde sitt bidrag (med artist).
- 10 mars: Belgien avslöjade sin låt.
- 11 mars: Georgien drog sig ur tävlingen.
- 14 mars: Sverige valde sitt bidrag (med artist).
- 15 mars: Tjeckien valde sitt bidrag (med artist).
- 16–17 mars: EBU och alla TV-bolags delegater träffades i Moskva för att lotta startordningarna till semifinalerna och finalen.

### April 2009
(Observera att alla inför-programstider gällde endast för Sverige.)
- 20 april: Inför Eurovision Song Contest 2009 (1:4)
- 27 april: Eurovision Countdown (1:3)
- 27 april: Inför Eurovision Song Contest 2009 (2:4)
- 29 april: Eurovision Countdown (2:3)

### Maj 2009
(Observera att alla inför-programstider gällde endast för Sverige.)
- 2 maj: Presscentret öppnade.
- 3 maj: Repetitionerna inleddes.
- 4 maj: Inför Eurovision Song Contest 2009 (3:4)
- 6 maj: Eurovision Countdown (3:3)
- 9 maj: Officiell invigning.
- 11 maj: Inför Eurovision Song Contest 2009 (4:4)
- 12 maj: Semifinal 1 sändes.
- 14 maj: Semifinal 2 sändes.
- 16 maj-17 maj: Finalen sändes.